# Ram Bahadur Bomjon
Ram Bahadur Bomjon, o Bomjan o Banjan; nome ufficiale buddhista Palden Dorje (9 aprile 1990), è un monaco buddhista nepalese.
Conosciuto anche come il piccolo Buddha, è un giovane monaco nepalese del villaggio di Ratanapuri. La sua fama è dovuta alla profonda meditazione alla quale si dedica sotto un albero nella foresta di Piluwa, senza apparentemente nutrirsi, dal 16 maggio 2005.

## Biografia
Secondo i suoi familiari e amici, Bomjon si è sempre comportato in maniera differente rispetto ai suoi coetanei: spesso osservava gli altri meditare, e pregava lui stesso molto. È nato e cresciuto in mezzo alla natura e non ha mai combattuto o ucciso alcun animale. A partire dall'età di cinque anni si è sempre ed esclusivamente nutrito di avanzi di cibo, patendo la fame in loro assenza.
Venne in seguito accettato nel monastero di Sombahadur dal Lama di Suhda. Anche in questa nuova esperienza si distingueva dagli altri, per esempio rifiutava di radersi come avrebbe voluto la disciplina buddhista. Quando completò gli studi si diresse con i compagni di studio in pellegrinaggio a Lumbini, luogo di nascita del Buddha storico (Siddharta Gautama), ma invece di ritornare successivamente a casa con loro decise di rimanere in luogo per ricevere ulteriori insegnamenti.
Ritornato a casa si ammalò per un periodo. Il 16 maggio 2005 ordinò ai suoi familiari di non uccidere alcun animale e di non bere alcoolici, quindi lasciò per sempre la sua casa natale. Scattarono le prime ricerche e il ragazzo venne trovato, assorto in una profondissima meditazione, sotto un albero. Bomjon disse alla sua famiglia di non preoccuparsi e di tornare a casa; ma sua madre era disperata e allora il giovane prese sei foglie dall'albero e gliele diede, dicendo «Prendi queste foglie, portale a casa, e bada che stiano al sicuro. Se perderai di vista queste foglie, non mi rivedrai mai più; se le accudirai, io rimarrò con te per sempre».
Il 24 luglio 2005, aprì finalmente i suoi occhi per dire a suo fratello di chiamarlo Om Namo Buddha Gyani (salute al saggio Buddha). Il significato della frase probabilmente è colui che conosce (gyan) il Buddha.
Dopo dieci mesi di meditazione, l'11 marzo 2006 Bomjon sparì nella giungla: il 25 dicembre 2006 è stato nuovamente rivisto sotto l'albero dove soleva meditare. Tuttavia l'11 marzo del 2007, ad un anno esatto dalla sua prima sparizione, fece perdere nuovamente le sue tracce
Il 14 novembre 2008 è ricomparso in Nepal, dopo aver vissuto nella giungla per oltre un anno, a circa 160 km da Kathmandu.

## Un nuovo Buddha?
La vicenda di Bomjon guadagnò popolarità nei mezzi di comunicazione occidentali perché ricordava loro l'illuminazione del Buddha storico (Siddharta Gautama) che il ragazzo viene considerato dai suoi seguaci la rinascita del fondatore del Buddhismo stesso. L'8 novembre 2005 però il giovane disse che non voleva essere visto come la rinascita di Buddha, perché non ne possiedo l'energia. Sono solo al livello rinpoche. Disse poi che gli sarebbero serviti altri sei anni di meditazione prima di raggiungere l'illuminazione. La cittadina dove Bomjon medita è divenuta una delle mete turistiche più frequentate del Nepal.
I suoi seguaci vedono Bomjon come un Bodhisattva, una persona sulla via del conseguimento dell'illuminazione buddhista: Siddharta Gautama disse, infatti, che ci furono innumerevoli Buddha prima di lui, e che altrettanto innumerevoli Buddha ci saranno dopo di lui.

## Scetticismo
Un essere umano che non si disseta muore disidratato in tre o quattro giorni. Secondo il Guinness dei primati il record umano di resistenza alla sete è di 18 giorni. I seguaci del ragazzo sostengono che non abbia bevuto acqua per mesi. Gli scettici considerano la sopravvivenza stessa di Bomjon come la prova della bufala imbastita, mentre il governo nepalese ha affermato che i proventi del turismo sarebbero andati a finanziare i ribelli maoisti. Altri hanno affermato che il denaro raccolto dai souvenir venduti serva a proteggere il ragazzo stesso. Persone che gli sono vicine però hanno smentito queste voci.
Nessuno ha mai visto Bomjon lasciare l'albero durante il dì, ma a nessuno è consentito di avvicinarsi troppo. Nel periodo tra le 5 del pomeriggio e le 5 del mattino del giorno successivo nessuno può guardarlo, dato che davanti a lui viene posto un pannello che lo copre: per gli scettici, in questo periodo il ragazzo si nutre e dorme.
Alcuni però fanno notare che, sebbene il giovane probabilmente mangi e beva durante la notte, la sua capacità di concentrazione raggiunga elevatissimi livelli sia durante la stagione dei monsoni che durante il gelido inverno.
Nel dicembre 2005 un comitato di lama guidato dal lama Gunjaman osservò attentamente Bomjon per 48 ore, confermando che durante questo periodo il ragazzo non si è mai nutrito. Scienziati e governo nepalese hanno tentato degli studi che si sono rivelati infruttuosi a causa del pannello che copre il giovane durante la notte.